# سان سيرو
ستاد جيوزيبي مياتزا (بالإيطالية: Stadio Giuseppe Meazza) أو كما يعرف بـ سان سيرو (بالإيطالية: San Siro)، هو ملعب كرة القدم الرئيسي في مدينة ميلانو الإيطالية، ويلعب عليه قطبا المدينة إنتر ميلان وإي سي ميلان. ويعتبر من أجمل ملاعب العالم وأكثرها استيعابا للجماهير حيث تصل طاقته الإستيعابية إلى 80,074 متفرج.
في السابق كان يعرف ستاد جيوزيبي مياتزا (بالإيطالية: Stadio Giuseppe Meazza)، لكن في 3 مارس 1980 تم إعادة تسمية الملعب ليصبح ستاد جيوزيبي مياتزا (بالإيطالية: Stadio Giuseppe Meazza) على اسم لاعب كرة القدم الإيطالي جوزيبي مياتسا الفائز بلقبي كأس عالم أعوام كأس العالم لكرة القدم 1934 وكأس العالم لكرة القدم 1938، والذي لعب للناديين خلال عشرينيات إلى أربعينيات القرن الماضي. يعتبر الملعب من الملاعب القليلة في إيطاليا التي حققت المعايير الجديدة للإتحاد الأوروبي لكرة القدم و تم تصنيفه كملعب خمس نجوم.

## تاريخ الملعب

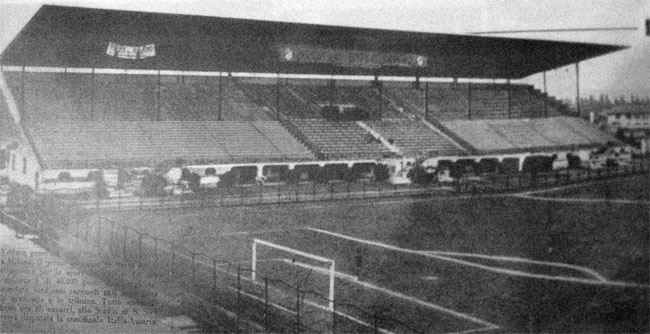
السان سيرو في 1934

### بناء السان سيرو
بدأ إنشاء الملعب سنة 1925، وتحمل رئيس إيه سي ميلان وقتها بييرو بيريلي. صمم الملعب على يد المهندس المعماري أوليسي ستاكيني وأشرف على التشييد المهندس المدني ألبيرتو كوجيني. وسمي باسم سان سيرو نسبة إلى اسم الكنيسة الموجودة في نفس الحي ، وصمم الملعب على شكل إنجليزي حيث يتميز بوجود أربع مدرجات قريبة من الملعب وأجنحة رئيسية غطيت بستائر وكان الملعب قادرًا على استيعاب 35,000 شخص.
افتتح الملعب يوم 19 سبتمبر 1926 . بينما لعب منتخب إيطاليا لكرة القدم أولى لقاءاته يوم 20 فبراير 1927 أمام منتخب تشيكوسلوفاكيا لكرة القدم وانتهت بالتعادل الإيجابي 2 - 2. وكان الملعب وقتها يخص نادي إي سي ميلان فقط بينما كان يلعب الإنتر في ملعبه القديم أرينا سيفيكا.

### التوسعة والتجديد
وفي عام 1935 وسع الملعب ليستوعب 55.000 متفرج وفي نفس العام بيع الملعب إلى بلدية ميلانو. و في عام 1940 تم البدء في ترميم الملعب ليصل حجم الطاقة الاستيعابية له لـ 125.000 متفرج، مما جعله الملعب الأكبر في العالم ، وتم الانتهاء منه في عام 1947.

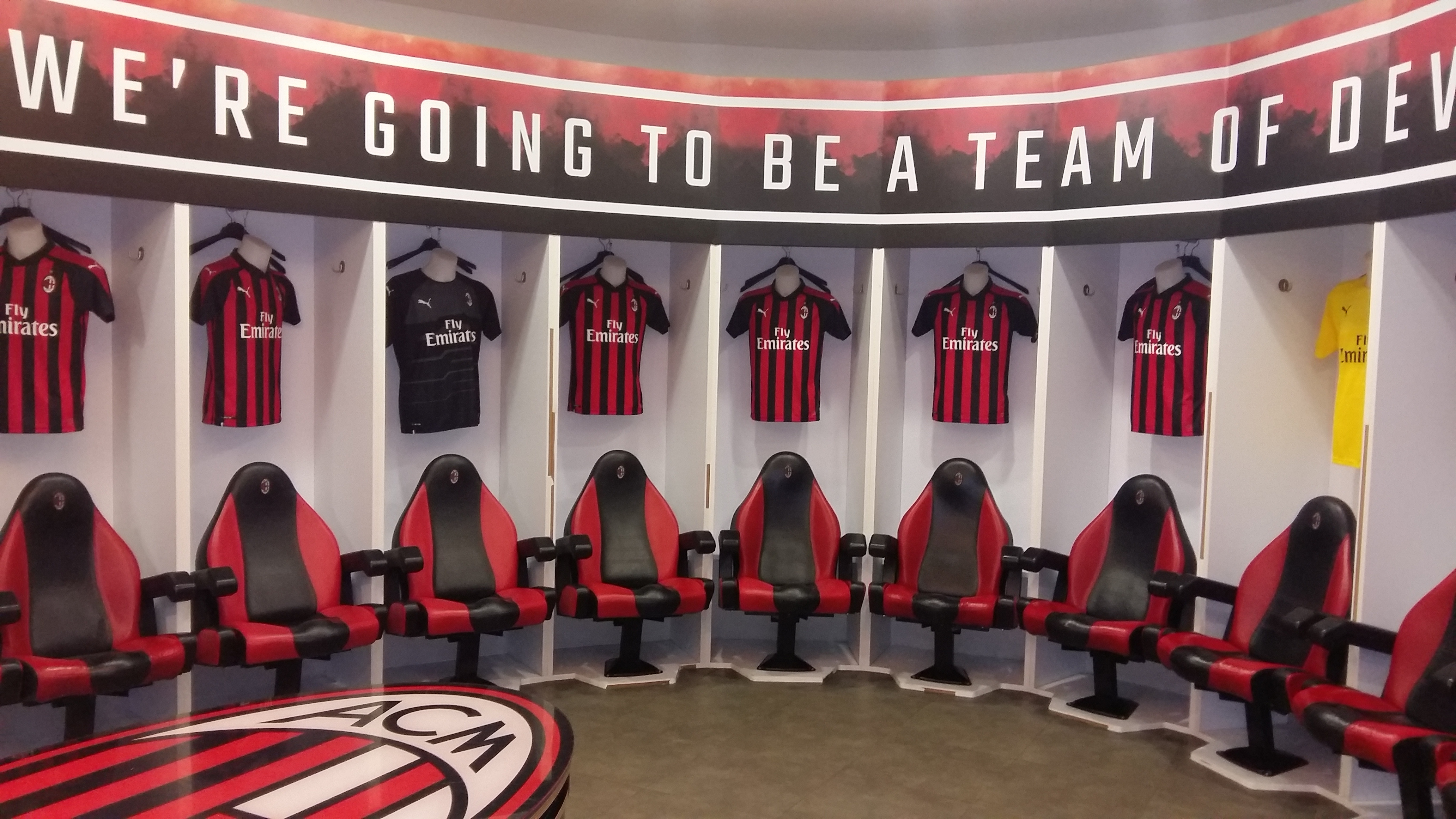
غرفة لاعبي الميلان في السان سيرو

عام 1949 قرر الإنتر أن يشارك إي سي ميلان في ملعب سان سيرو، وذلك قبل أن تنشأ طيقة ثانية في المدرجات عام 1955 خافضةَ الطاقة الاستيعابية للملعب إلى 90.000 متفرج، ليكون واحد من أكبر ملاعب أوروبا. في عام 1979 قرر مجلس بلدية ميلان بموافقة الإنتر وإي سي ميلان تغيير مسمى الملعب إلى جوزيبي مياتسا  الأسطورة الإيطالية ورمز نادي الإنتر في الثلاثينات والأربعينات والذي انتقل للميلان في آخر مواسمه قبل أن يعود مرة أخرى للإنتر. لكن رغم ذلك جماهير الميلان ما زالت تطلق عليه اسم سان سيرو لأن هذا اللاعب شارك في الإنتر أكثر ويتعبر رمزا من رموزه.
وقبل عام 1990 عندما استضافت إيطاليا نهائيات كأس العالم جدد الملعب بإضافة طبقة ثالثة للجماهير وأضيفت عليه بعض التعديلات في السقف والجوانب لتبلغ طاقته الاستيعابية قرابة 85.500 شخص وليكون تحفة معمارية دائما ماتتفاخر بها جماهير أندية ميلانو.
| السنة | الطاقة الاستيعابية الإجمالية |
| ----- | ---------------------------- |
| 1926  | 26,000                       |
| 1939  | 55,000                       |
| 1955  | 100,000                      |
| 1956  | 90,000                       |
| 1988  | 72,000                       |
| 1990  | 88,500                       |
| 2002  | 85,700                       |
| 2003  | 82,955                       |
| 2008  | 81,277                       |
| 2015  | 80,018                       |

## متحف السان سيرو
متحف السان سيرو (بالإنجليزية: San Siro Museum) هو المتحف التابع لملعب سان سيرو والذي افتتح في 5 أكتوبر 1996، ويعود الفضل في تأسيسه إلى مدير المتحف الحالي «أونوراتو أريتزي». يضم المتحف مجموعة استثنائية من المقتنيات التاريخية ، والفانيلات الأصلية لعديد اللاعبين الذين لعبوا للميلان أو الإنتر وأيضًا أساطير الكرة أمثال بيليه ومارادونا وزين الدين زيدان وكرويف. كؤوس وجوائز الفريقين واللاعبين وأيضًا الكرات التي لعب بها الفريقين أهم المباريات والكرات القديمة إلى جانب أحذية اللاعبين.
سينما المتحف تعرض تاريخ الانتر والميلان وملعب السان سيرو، وتعرض أيضًا أهم الأحداث والمباريات الرائعة في تاريخ الفريقين وأحلى اللحظات التي عاشها لاعبو الفريقين. المرشدون السياحيون للمتحف هم الأفضل على الإطلاق في معرفتهم للسان سيرو وتاريخه بعد زيارة المتحف ، بإمكانك ومساعدة المرشدين السياحيين أن تذهب إلى القاعة الغربية في المتحف حيث تجد نظامًا إلكترونيًا رائعًا لشرح تخطيط الملعب وأقسامه من الألف إلى الياء كما سيقوم المردشون في نهاية الجولة بالخروج من المتحف متجهين إلى غرف الملابس الخاصة بالميلان والإنتر ثم إلى مخزن السان سيرو حيث كل البضائع المتعلقة بالفريقين.

## بيانات الملعب التقنية[28][29]
- توزيع المقاعد:
  - الحلقة الأولى: 28.161
  - الحلقة الثانية: 32.368
  - الحلقة الثالثة: 19.545
  - سعة الحلقات الثلاث: 80.074
  - غرف الـ Sky Box: 300
  - المنصة الشرفية: 304
  - مقاعد الإعلاميين: 223
  - مقاعد المعاقين: 244
  - مقاعد لمرافقي المعاقين: 244
  - السعة النهائية: 81.389
- أبعاد الاستاد: 275 * 90 متر [10]

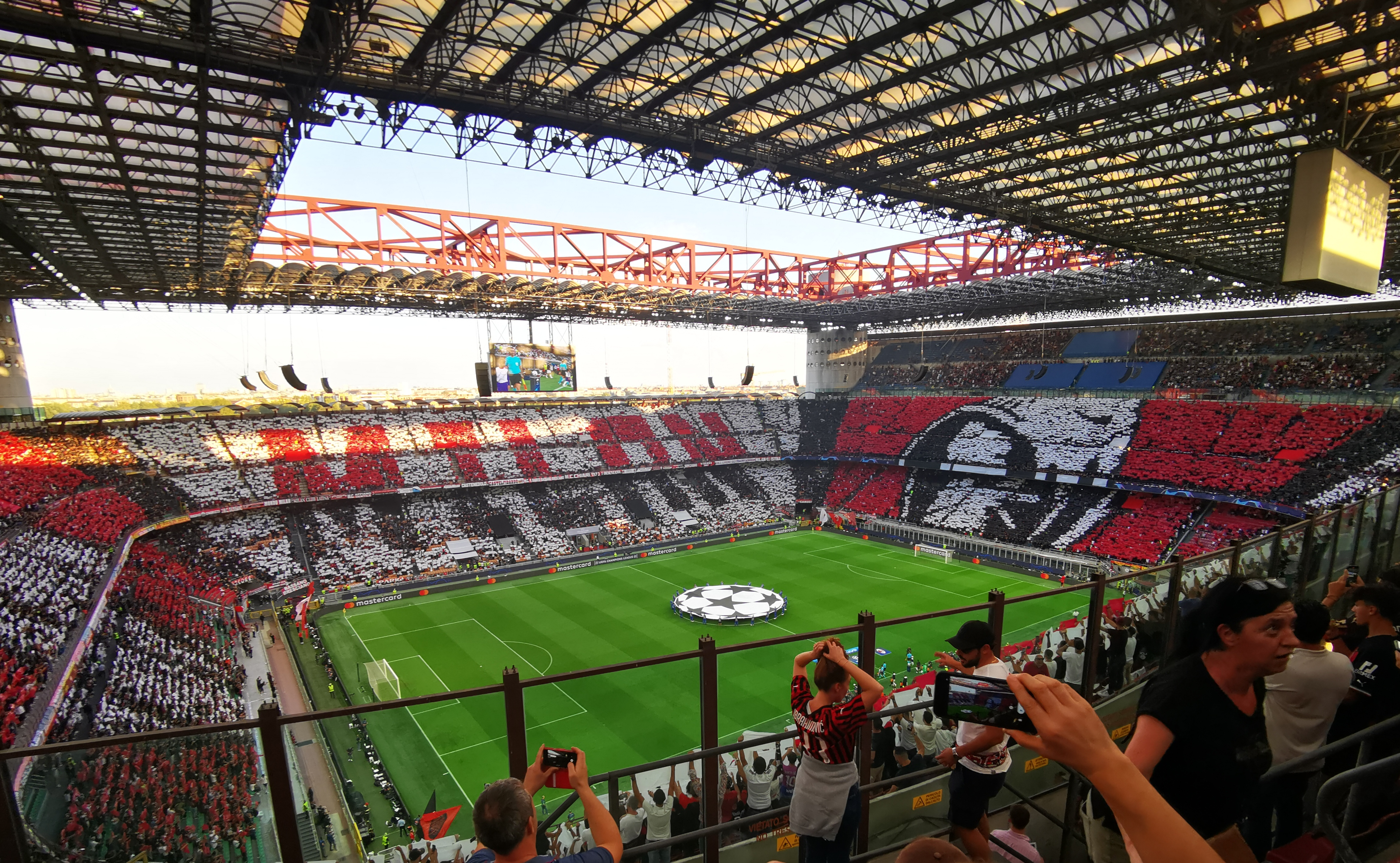
مشهد بانورامي من الملعب

  - أبعاد الأرضية العشبية:124 * 80 متر
  - أبعاد الملعب (الأرضية العشبية المحددة للعب) 105 * 68 متر
- عدد البوابات الإلكترونية الخارجية: 164 بوابة
- غرف تغيير الملابس الخاصة بالأندية: 4 غرف
- غرف تغيير الملابس الخاصة بالحكام: 3 غرف
- الغرف التحضيرية للفرق: غرف واحدة (مقسمة)
- عدد الكشافات الضوئية: 256 كشاف
  - القدرة الكهربائية للكشافات الضوئية: 3600 واط
- شاشات العرض الكبرى: شاشتان
- سعة ساحة السيارات السفلية: 80 سيارة وحافلة
- سعة ساحة السيارات الخاصة (للشخصيات الهامة): 172 سيارة
- المطاعم: 7 وجميعها في الحلقة الثانية
- الحمامات: 72
  - 40 في الحلقة الأولي (26 للرجال+14 للنساء) + 3 للمعاقين
  - 17 في الحلقة الثانية (10 للرجال+7 للنساء)
  - 12 في الحلقة الثالثة (6 للرجال + 6 للنساء)
- البارات: 13
  - 5 في الحلقة الأولى
  - 2 في الحلقة الثانية
  - 6 في الحلقة الثالثة
- نقاط الإسعاف الأولية: 10
  - 4 في الحلقة الأولى
  - 2 في الحلقة الثانية
  - 4 في الحلقة الثالثة
- للتواصل:
  - هاتف: 02.48.70.04.57
  - الفاكس: 02.48.71.37.19
  - فاكس المركز التجاري: 02.48.79.82.76
  - البرد الاكتروني للمكتب التجاري للإدارة: info@sansiroduemila.com
  - الموقع الرسمي: www.sansiro.net

## كيف تصل إلى السان سيرو
إن عنوان ملعب السان سيرو هو 20151 - شارع بيكولوميني (بالإيطالية: Via dei Piccolomini)، وهو يبعد 6 كيلومترات عن مركز مدينة ميلانو ويسهل الوصول إليه بعدة طرق :

### بوسائل النقل العامة
- مترو: هناك 3 محطات ميترو تصل إلى ملعب السان سيرو:
  - خط M1 حتى محطة لوتو ثم سر مع شارع كابريلي (بالإيطالية: Via Patroclo) حتى الملعب.
  - خط M5 حتي ملعب سان سيرو ثم سر مع شارع ديسي (بالإيطالية: Via Dessiè) حتى الملعب.
  - خط M5 حتي سان سيرو هيبودروم ثم سر مع شارع ديسي (بالإيطالية: Via Dessiè) حتى الملعب.
- الحافلات الصغيرة: استقل حافلة الخط 49 المتجهة إلى ميدان تيرانا (محطة كريستوفر للقطارات) وتوقف عند محطة لوتو واكمل سيرًا حتى الملعب.
- الحافلات الكبيرة: اتخذ حافلة الخط 78 من شارع جوفوني إلى لورينتيجيو وتوقف عند محطة تيزيو وأكمل سيرًا حتى الملعب.
- الترام: اتخد الخط 16 من ميدان فونتانا وتوقف في النهاية عند شارع ديسي.. ثم أكمل الطريق سيرًا حتى الملعب.

### بالسيارة
- من A1 (Autostrada del Sole): بعد حاجز Melegnano استقل Tangenziale Ovest باتجاه Malpensa واخرج من ميلانو متجهًا إلى نوفارا. ثم اتبع التعليمات إلى السان سيرو.
- من A4 (Milano-Torino): عند حاجز ميلانو الشمالي استقل Tangenziale Ovest باتجاه Linate واخرج من ميلانو متجهًا إلى نوفارا. ثم اتبع التعليمات إلى السان سيرو.
- من A4 (Milano-Venezia): عند حاجز ميلانو الشمالي اكمل باتجاه ميلانو واتخذ مخرج Milano Certosa.ثم اتبع التعليمات إلى السان سيرو.
- من A7 (Milano-Genova): عند حاجز ميلانو الجنوبي استقل Tangenziale Ovest باتجاه Malpensa واخرج من ميلانو متجهًا إلى نوفارا. ثم اتبع التعليمات إلى السان سيرو
- من From A8 (Milano-Laghi): عند حاجز ميلانو الشمالي استقل Tangenziale Ovest باتجاه Linate واخرج من ميلانو متجهًا إلى نوفارا.ثم اتبع التعليمات إلى السان سيرو.

### بالقطار
- من محطة ميلانو المركزية/ميلان بورتا جاريبالدي/ميلان لامبرات: اتخذ الخط 2 الأخضر باتجاه ابياتيجراسو وتوقف عند محطة كادورنا، ثم غير خط سيرك إلى الخط 1 الأحمر باتجاه Rho Fiera، وتوقف عند محطة لوتو.
- من محطة بورتا جنوى: اتخذ الخط 2 الأخضر باتجاه كولو جيساتي وتوقف عند محطة كادورنا، ثم غير خط سيرك إلى الخط 1 الأحمر باتجاه Rho Fiera، وتوقف عند محطة لوتو.
- من محطة كادورنا: اتخذ الخط 1 الأحمر باتجاه Rho Fiera، وتوقف عند محطة لوتو.

### بالطائرة
- من مطار LINATE: استقل الحافلة 73 حتى منطقة San Babila MM1. أكمل طريقك مع القطار في خط MM1 باتجاه Rho Fiera, وتوقف عند محطة لوتو.
- من مطار MALPENSA: استخدم قطار Malpensa السريع حتى محطة Cadorna FN. أكمل طريقك مع القطار في خط MM1 باتجاه Rho Fiera, وتوقف عند محطة لوتو.
- من مطار ORIO AL SERIO: استقل الحافلة المتجهة إلى محطة Milano Centrale, ثم أكمل طريقك مع القطار متخذًا الخط 2متجهًا إلى Abbiategrasso, توقف عند محطة Cadorna FN. ثم غير خط سيرك مع الخط 1 الأحمر باتجاه Rho Fiera, وتوقف عند محطة لوتو.

## المنافسات تم استضافتها

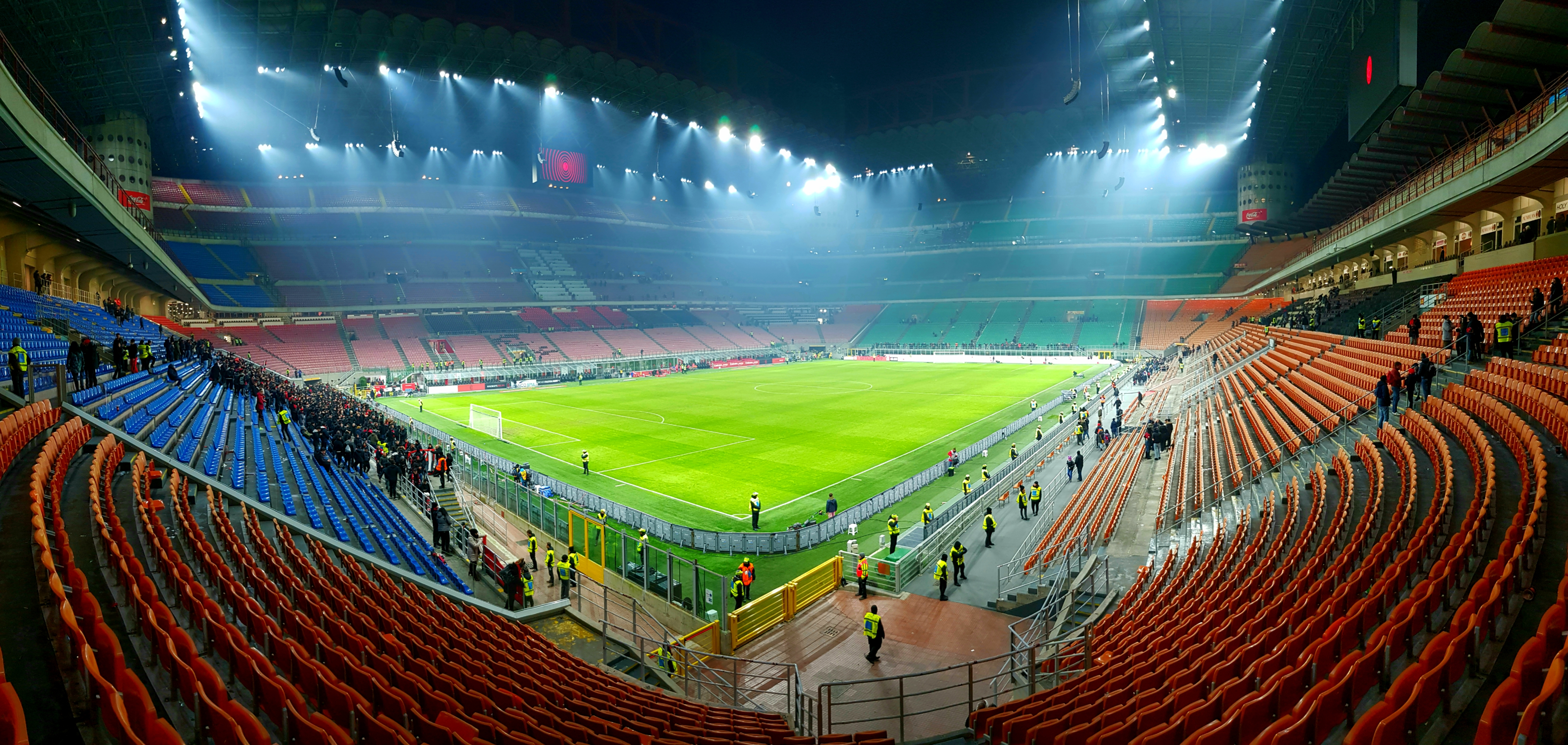
مشهد بانورامي من الملعب

### كأس العالم لكرة القدم 1938
في بطولة كأس العالم لكرة القدم 1934 اُختيرت إيطاليا لاستضافة البطولة، بعدما رشحها الاتحاد الدولي لكرة القدم إثر انعقاد مؤتمر برلين في أكتوبر 1932. بعدما اجتمعت اللجنة التنفيذية التابعة للاتحاد الدولي لكرة القدم ثمان مرات. ومن ثم تم اختيار إيطاليا لاستضافة البطولة في الاجتماع الذي أقيم في ستوكهولم عاصمة السويد في 9 أكتوبر 1932. تم تفضيل الطلب الإيطالي على حساب الطلب السويدي حيث أن الحكومة الإيطالية قررت تخصيص 3.5 مليون ليرة إيطالية ميزانية مخصصة للبطولة. وتُعتبر أول دورة تُلعب بها تصفيات مؤهلة، بعدما قررت 32 دولة المشاركة في البطولة وبالتالي كان لزاما إقامة تصفيات لتتأهل بعدها 16 دولة.
تم منح قارة أوروبا 12 مقعد من أصل 16 مقعد والباقي منح لقارة الأمريكتين الشمالية والجنوبية (3 بطاقات) وبطاقة واحدة لقارتي آسيا وأفريقيا (بما فيهم تركيا). وفي هذه البطولة، تمت إعادة أول مباراة في تاريخ البطولة في الدور الربع النهائي في المباراة التي أقيمت بين إيطاليا وإسبانيا بعدما انتهت المباراة الأولى بالتعادل 1-1 بعد تمديد الوقت. المباراة أقيمت في ظل جو عدائي حيث أدى العنف إلى إصابة الحارس الإسباني ريكاردو زامورا في المباراة الأولى مما جعله لا يشارك في المباراة الثانية المعادة. استطاع منتخب إيطاليا لكرة القدم الفوز بهدف نظيف، بعدما تسبب اللعب البدني العنيف من الطليان في إصابة 3 لاعبين أسبان وخروجهم من الملعب. وفي نفس الوقت تغلب تشيكوسلوفاكيا على ألمانيا بنتيجة 3-1 لتتأهل للمباراة النهائية.
وفي نهائي كأس العالم لكرة القدم 1934 والذي أقيم على ملعب الحزب الوطني الفاشي تقدمت تشيكوسلوفاكيا بالنتيجة، لكن منتخب إيطاليا استطاع تسجيل هدف التعادل في الدقائق الأخيرة ثم أضاف الهدف الثاني في الوقت الإضافي ليتوج باللقب.
| التاريخ      | الجولة      | المنتخب | النتيجة | المنتخب | الجمهور |
| 27 مايو 1934 | الدور الأول | هولندا  | 3 - 2   | سويسرا  | 40000   |
| 31 مايو 1934 | ربع النهائي | السويد  | 2 - 1   | ألمانيا | 15000   |
| 3 يونيو 1934 | نصف النهائي | إيطاليا | 1 - 0   | النمسا  | 60000   |

### كأس الأمم الأوروبية لكرة القدم 1980
استضافت إيطاليا بطولة كأس الأمم عام 1980، وكان بطلها المنتخب الألماني. لعبت هذه البطولة على عدة ملاعب أبرزها الأوليبيكو وسان باولو وأيضا سان سيرو.
| التاريخ       | الجولة  | المجموعة | المنتخب       | النتيجة | المنتخب | الجمهور |
| 17 يونيو 1980 | مجموعات | A        | تشيكوسلوفاكيا | 1 - 1   | هولندا  | 11889   |
| 12 يونيو 1980 | مجموعات | B        | إيطاليا       | 0 - 0   | إسبانيا | 46816   |
| 15 يونيو 1980 | مجموعات | B        | بلجيكا        | 1 - 2   | إسبانيا | 11430   |

### كأس العالم 1990
بطولة كأس العالم لكرة القدم 1990 أقيمت في إيطاليا في الفترة ما بين 8 يونيو وحتى 8 يوليو. تم اختيار إيطاليا لاستضافة المنافسات من بين 3 منتخبات أخرى هي الاتحاد السوفييتي وإنجلترا واليونان وألمانيا الغربية والنمسا ويوغسلافيا. اعتبر الجميع بطولة كأس العالم لكرة القدم 1990 من أكثر البطولات مللًا فقد انخفض معدل إحراز الأهداف بشكل ملحوظ، حيث بلغ 2.21 و هو الأقل منذ بداية بطولة كأس العالم لكرة القدم. على على ذلك كثرة استخدام البطاقات الحمراء، حيث تم استخدامها 16 مرة،. فشهدت البطولة مباريات مملة وكثرة إضاعة الوقت، وهو ما ترتب عليه قيام الاتحاد الدولي لكرة القدم بتغير قوانين البطولة قبل مباراة النهائي لتجنب ذلك، بنصه على إجراء مباراة إعادة للنهائي في حالة انتهائه بالتعادل. أيضًا قام الاتحاد الدولي لكرة القدم بمنح الفائز 3 نقاط عضوًا عن نقطتين، كما تم تغير قانون إعادة الكرة إلى حارس المرمى وذلك بمنع قيام الحارس بالإمساك بالكرة في حال تم إرجاعها من زميله في الفريق، وتم تطبيق تلك التغييرات بدءًا من كأس العالم لكرة القدم 1994.
أقيم نهائي كأس العالم لكرة القدم 1990 في العاصمة الإيطالية روما وسط حضور ما يقارب من 74 ألف متفرج، بتاريخ 8 يوليو 1990، بين منتخب ألمانيا الغربية ومنتخب الأرجنتين، في تكرار لنهائي كأس العالم لكرة القدم 1986. وانتهى اللقاء بهدف نظيف لمنتخب منتخب ألمانيا الغربية من ركلة جزاء مشكوك بصحتها أحرزها اللاعب أندرياس بريمه في الدقيقة 85، ليحرز الماكينات لقبهم الثالث وينتقم لخسارته بنهائي كأس العالم لكرة القدم 1986 من منتخب الأرجنتين.
| التاريخ       | الجولة          | المجموعة | المنتخب         | النتيجة | المنتخب                  | الجمهور |
| 8 يونيو 1990  | المجموعات       | ب        | الأرجنتين       | 0 - 1   | الكاميرون                | 73780   |
| 10 يونيو 1990 | المجموعات       | د        | ألمانيا الغربية | 4 - 1   | تشيكوسلوفاكيا            | 74765   |
| 15 يونيو 1990 | المجموعات       | د        | ألمانيا الغربية | 5 - 1   | الإمارات العربية المتحدة | 71169   |
| 18 يونيو 1990 | المجموعات       | د        | ألمانيا الغربية | 1 - 1   | كولومبيا                 | 72510   |
| 24 يونيو 1990 | دور ثمن النهائي |          | ألمانيا الغربية | 2 - 1   | هولندا                   | 74559   |
| 1 يوليو 1990  | ربع النهائي     |          | ألمانيا الغربية | 1 - 0   | تشيكوسلوفاكيا            | 73347   |

### نهائياتدوري أبطال أوروبا
دوري أبطال أوروبا (بالإنجليزية: UEFA Champions League)، والتي يشار إليها عادةً بدوري الأبطال فقط (بالإنجليزية: Champions League)، هي بطولة كرة قدم أوروبية سنوية ينظمها الاتحاد الأوروبي لكرة القدم منذ عام 1955 لأفضل أندية كرة القدم في أوروبا. و يشارك فيها أبطال الدوريات الأوروبية. يعتبرها الكثيرون أهم بطولة في كرة القدم على مستوى الأندية في العالم،
كانت البطولة، تسمى منذ تأسيسها في عام 1959 باسم كأس الأندية الأوروبية البطلة، لكن في عام 1992، و يعد تغير نظام البطولة أصبح يشار إليها باسم كأس أوروبا أو كأس أبطال أوروبا. وكانت البطولة في البداية بنظام خروج المغلوب وكان يلعب فيها بطل الدوري لكل دولة فقط إضافة إلى حامل اللقب الذي يشارك في النسخة التالية للدفاع عن لقبه. بدأت البطولة تتوسع في سنة 1990، حيث تم دمج مرحلة المجموعات من ذهاب وإياب وزيادة عدد الفرق. وفي عام 1992 تحولت الي اسمها الجديد والحالي (دوري أبطال أوروبا) وتم زيادة عدد الفرق حتى أصبحت البطولة حاليا مكونة من 32 ناديا.
فاز باللقب 22 ناديا مختلفا، 12 منهم فاز باللقب أكثر من مرة. يُعد ريال مدريد النادي الأكثر فوزًا باللقب، حيث فاز بالبطولة عشرة مرات، أما حامل اللقب الحالي فهو ريال مدريد من أسبانيا الذي حقق لقبه العاشر بالبطولة بعد فوزه في النهائي 4-1 علي نادي أتلتيكو مدريد يوم 24 مايو 2014 علي ملعب دا لوزا في لشبونة. واستضافة دوري أبطال أوروبا لعام 2016.
| التاريخ      | المسابقة          | الدور   | الفريق          | النتيجة               | الفريق        | الحضور الجماهيري | المصادر |
| 27 مايو 1965 | دوري أبطال أوروبا | النهائي | إنتر ميلان      | 1 - 0                 | بنفيكا        | 85000            | [ 57 ]  |
| 6 مايو 1970  | دوري أبطال أوروبا | النهائي | فيينورد روتردام | 1 - 0                 | سيلتيك        | 53,187           | [ 58 ]  |
| 23 مايو 2001 | دوري أبطال أوروبا | النهائي | بايرن ميونخ     | 1 - 1 انتهت (5-4 ر.ج) | فالنسيا       | 74000            | [ 59 ]  |
| مايو 2016    | دوري أبطال أوروبا | النهائي | ريال مدريد      | 1 - 1 انتهت (5-3 ر.ج) | أتلتيكو مدريد |                  | [ 60 ]  |

### كأس الاتحاد الأوروبي
| التاريخ | المسابقة             | الدور          | الفريق     | النتيجة               | الفريق           | المصادر |
| 1991    | كأس الاتحاد الأوروبي | النهائي (إياب) | إنتر ميلان | 2 - 0                 | روما             | [ 61 ]  |
| 1994    | كأس الاتحاد الأوروبي | النهائي (إياب) | إنتر ميلان | 1 - 0                 | أوستريا سالزبورغ | [ 62 ]  |
| 1995    | كأس الاتحاد الأوروبي | النهائي (ذهاب) | يوفنتوس    | 1 - 1                 | بارما            | [ 63 ]  |
| 1997    | كأس الاتحاد الأوروبي | النهائي (إياب) | إنتر ميلان | 1 - 1 انتهت (5-4 ر.ج) | شالكه            | [ 64 ]  |

### كأس الإنتركونتيننتال
كأس الانتركونتيننتال  (بالإنجليزية: Intercontinental Cup) أو  كأس تويوتا  (بالإنجليزية: Toyota Cup) هي منافسة أوروبية-أمريكية جنوبية لأندية كرة القدم كان ينظمها كل من الاتحاد الأوروبي لكرة القدم واتحاد أمريكا الجنوبية لكرة القدم وهي تعتبر بمثابة نواة كأس العالم للأندية. وتجمع الفائز من بطولة دوري أبطال أوروبا و الفائز ببطولة كأس ليبرتادوريس. أقيمت أول مرة في عام 1960 وفاز بها ريال مدريد الأسباني. بينما آخر بطولة أقيمت عام 2004 وفاز بها بورتو البرتغالي.
تعتبر بطولة كأس الانتركونتيننتال رابع بطولة تم إنشاءها لتحديد أفضل فريق بالعالم، فتم إنشاء قبلها 3 بطولات غير معترفة بها من قبل الاتحاد الدولي لكرة القدم هي كأس العالم المصغرة للأندية وكأس السير توماس ليبتون وكأس ريو الدولية. ولهذا تعتبر بطولة كأس الانتركونتيننتال سبب في إنشاء كأس العالم للأندية والتي أقسمت النسخة الأولي في عام 2000. ولهذا تُعرَفْ جميع الفرق الفائزة بكأس البطولة أنها بطلة العالم.
تمتلك أندية إيه سي ميلان الإيطالي و ريال مدريد الإسباني ونادي بوكا جونيورز الأرجنتيني وناديي ناسيونال وبينارول الأوروغويانيين الرقم القياسي في عدد مرات الفوز بلقب كأس الإنتركونتيننتال برصيد 3 ألقاب لكل فريق. بينما يمتلك إيه سي ميلان الإيطالي ونادي انديبندينتي الأرجنتيني أكثر الفرق خسارة للبطولة بواقع 4 مرات. على العموم، استطاع 25 نادي مختلف من 11 دولة مختلفة في الفوز بلقب البطولة خلال 43 نسخة أقيمت، في الفترة ما بين عام 1960 لغاية عام 2004. فحصدت الأندية الأرجنتينية على لقب البطولة 9 مرات، تليها الأندية الإيطالية بـ 7 بطولات، ثم الأندية البرازيلية والأوروغويانية بـ 6 بطولات. أما على صعيد الإتحادات الأقارية، فازت أندية اتحاد أمريكا الجنوبية لكرة القدم بلقب البطولة 22 مرة، بينما فازت أندية الاتحاد الأوروبي لكرة القدم بلقب البطولة 21 مرة.
| التاريخ | المسابقة            | الدور          | الفريق       | النتيجة | الفريق                  | المصادر |
| 1963    | كأس الانتركونتننتال | النهائي (ذهاب) | إيه سي ميلان | 4 - 2   | سانتوس                  | [ 73 ]  |
| 1964    | كأس الانتركونتننتال | النهائي (إياب) | إنتر ميلان   | 2 - 0   | إنديبندينتي             | [ 70 ]  |
| 1965    | كأس الانتركونتننتال | النهائي (ذهاب) | إنتر ميلان   | 3 - 0   | إنديبندينتي             | [ 74 ]  |
| 1969    | كأس الانتركونتننتال | النهائي (ذهاب) | إيه سي ميلان | 3 - 0   | إستوديانتيس دي لا بلاتا | [ 75 ]  |

### بعض المباريات المهمة
| - 1949 إنتر ميلان 6-5 إيه سي ميلان (الدوري الإيطالي) - 1958 إيه سي ميلان 4-0 مانشستر يونايتد (دوري أبطال أوروبا) - 1963 إيه سي ميلان 4-2 سانتوس (كأس الإنتركونتيننتال) - 1964 إنتر ميلان 2-0 انديبندينتي (كأس الإنتركونتيننتال) - 1965 إنتر ميلان 3-0 ليفربول (دوري أبطال أوروبا نصف النهائي) - 1965 إنتر ميلان 3-0 انديبندينتي (كأس الإنتركونتيننتال) - 1969 إيه سي ميلان 2-0 مانشستر يونايتد (دوري أبطال أوروبا) - 1969 إيه سي ميلان 2-0 إستوديانتيس دو لا بلاتا (كأس الإنتركونتيننتال) - 1989 إيه سي ميلان 5-0 ريال مدريد (دوري أبطال أوروبا) - 1997 إيه سي ميلان 1-6 يوفنتوس (الدوري الإيطالي) - 2001 إنتر ميلان 0-6 إيه سي ميلان (الدوري الإيطالي) - 2001 إنتر ميلان 1-1 إيه سي ميلان (دوري أبطال أوروبا، نصف النهائي، الإياب) - 2003 إيه سي ميلان 0-0 إنتر ميلان (دوري أبطال أوروبا ربع النهائي، الذهاب) - 2003 إنتر ميلان 1-1 إيه سي ميلان (دوري أبطال أوروبا، نصف النهائي، الإياب) - 2004 إنتر ميلان 5-1 أرسنال (دوري أبطال أوروبا دور المجموعات) | - 2005 إيه سي ميلان 2-0 إنتر ميلان (دوري أبطال أوروبا ربع النهائي، الذهاب) - 2005 إنتر ميلان 0-1 إيه سي ميلان (دوري أبطال أوروبا ربع النهائي، الإياب) - 2006 إيه سي ميلان 3-4 إنتر ميلان (الدوري الإيطالي) - 2007 إيه سي ميلان 3-0 مانشستر يونايتد (دوري أبطال أوروبا، نصف النهائي، الإياب) - 2009 إنتر ميلان 4-0 إيه سي ميلان (الدوري الإيطالي) - 2009 إيه سي ميلان 1-1 ريال مدريد(دوري ابطال أوروبا دور المجموعات) - 2009 إيه سي ميلان 2-3 مانشستر يونايتد (دوري أبطال أوروبا دور الثمن نهائي - ذهاب ) - 2010 إيه سي ميلان 2-2 ريال مدريد(دوري ابطال أوروبا دور المجموعات) - 2010 إنترميلان 2-1 تشيلسي(دوري ابطال أوروبا دور الـ16) - 2010 إنترميلان 3-1 برشلونة (دوري أبطال أوروبا، نصف النهائي، الذهاب) - 2010 إنترميلان 0-1 إيه سي ميلان (الدوري الإيطالي) - 2011 إنترميلان 0-3 إيه سي ميلان (الدوري الإيطالي) - 2011 إنترميلان 0-1 بايرن ميونخ (دوري أبطال أوروبا، دور الـ16 ، ذهاب) - 2012 إنترميلان 4-2 إيه سي ميلان (الدوري الإيطالي) - 2013 إيه سي ميلان 2-0 برشلونة (دوري أبطال أوروبا، دور الـ16 ، ذهاب) |

## استخدامات أخرى

### الحفلات الغنائية
- بعض الحفلات الغنائية.[76]

## المعدل المتوسط للحضور
| الموسم  | معدل جماهير الميلان | معدل جماهير الإنتر | بطولات الميلان                    | يطولات الإنتر               |
| ------- | ------------------- | ------------------ | --------------------------------- | --------------------------- |
| 1980–81 | 31,282              | 42,248             |                                   |                             |
| 1981–82 | 45,781              | 43,970             |                                   |                             |
| 1982–83 | 35,111              | 45,171             |                                   |                             |
| 1983–84 | 53,136              | 43,388             |                                   |                             |
| 1984–85 | 60,941              | 52,572             |                                   |                             |
| 1985–86 | 56,782              | 53,622             |                                   |                             |
| 1986–87 | 66,210              | 53,215             |                                   |                             |
| 1987–88 | 73,284              | 47,812             | الدوري الإيطالي                   |                             |
| 1988–89 | 73,209              | 58,175             | دوري أبطال أوروبا                 | الدوري الإيطالي             |
| 1989–90 | 59,054              | 50,142             | دوري أبطال أوروبا                 |                             |
| 1990–91 | 77,488              | 54,946             |                                   | كأس الاتحاد الأوروبي        |
| 1991–92 | 77,868              | 48,783             | الدوري الإيطالي                   |                             |
| 1992–93 | 75,830              | 45,126             | الدوري الإيطالي                   |                             |
| 1993–94 | 65,708              | 49,469             | الدوري الإيطالي دوري أبطال أوروبا | كأس الاتحاد الأوروبي        |
| 1994–95 | 56,659              | 40,523             |                                   |                             |
| 1995–96 | 60,973              | 46,873             | الدوري الإيطالي                   |                             |
| 1996–97 | 55,894              | 50,806             |                                   |                             |
| 1997–98 | 54,432              | 67,825             |                                   | كأس الاتحاد الأوروبي        |
| 1998–99 | 57,760              | 68,459             | الدوري الإيطالي                   |                             |
| 1999–00 | 58,522              | 66,546             |                                   |                             |
| 2000–01 | 52,304              | 55,582             |                                   |                             |
| 2001–02 | 58,616              | 62,434             |                                   |                             |
| 2002–03 | 61,534              | 61,943             | كأس إيطاليا دوري أبطال أوروبا     |                             |
| 2003–04 | 63,245              | 58,352             | الدوري الإيطالي                   |                             |
| 2004–05 | 63,595              | 57,295             |                                   | كأس إيطاليا                 |
| 2005–06 | 59,993              | 51,371             |                                   | الدوري الإيطالي كأس إيطاليا |
| 2006–07 | 47,117              | 48,284             | دوري أبطال أوروبا                 | الدوري الإيطالي             |
| 08-2007 | 56,579              | 52,010             |                                   | الدوري الإيطالي             |
| 09-2008 | 59,731              | 55,345             |                                   | الدوري الإيطالي             |

## صور

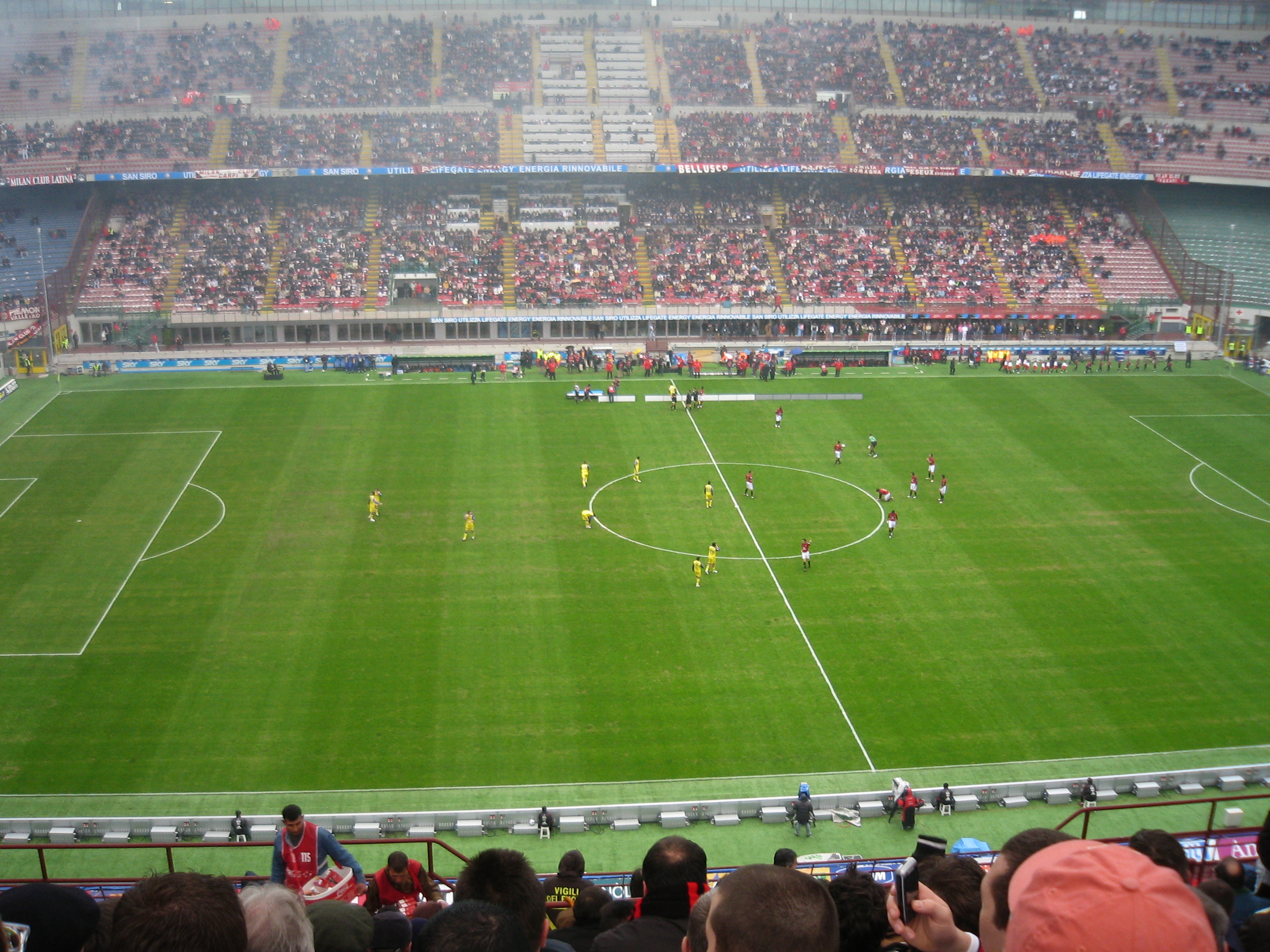
سان سيرو
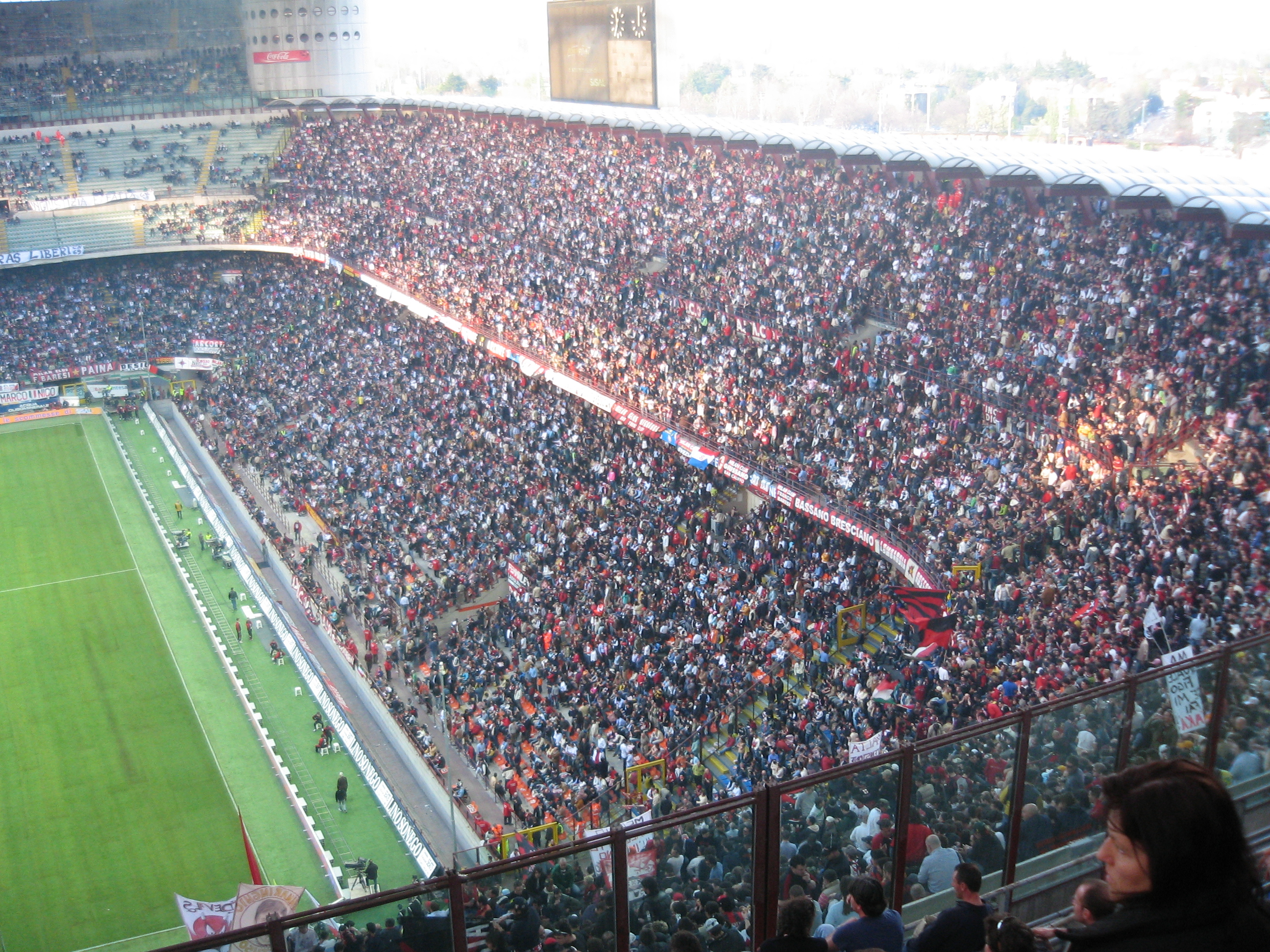
سان سيرو
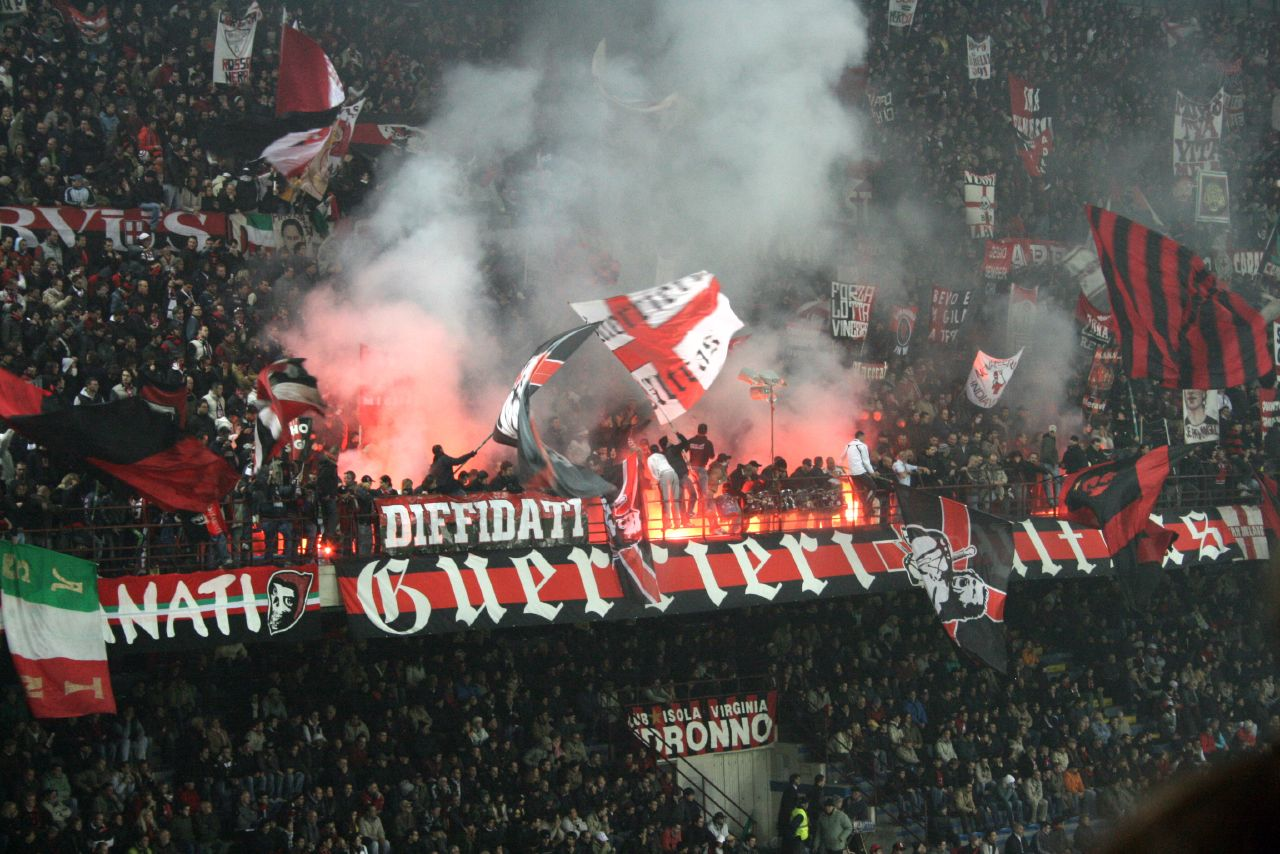
سان سيرو
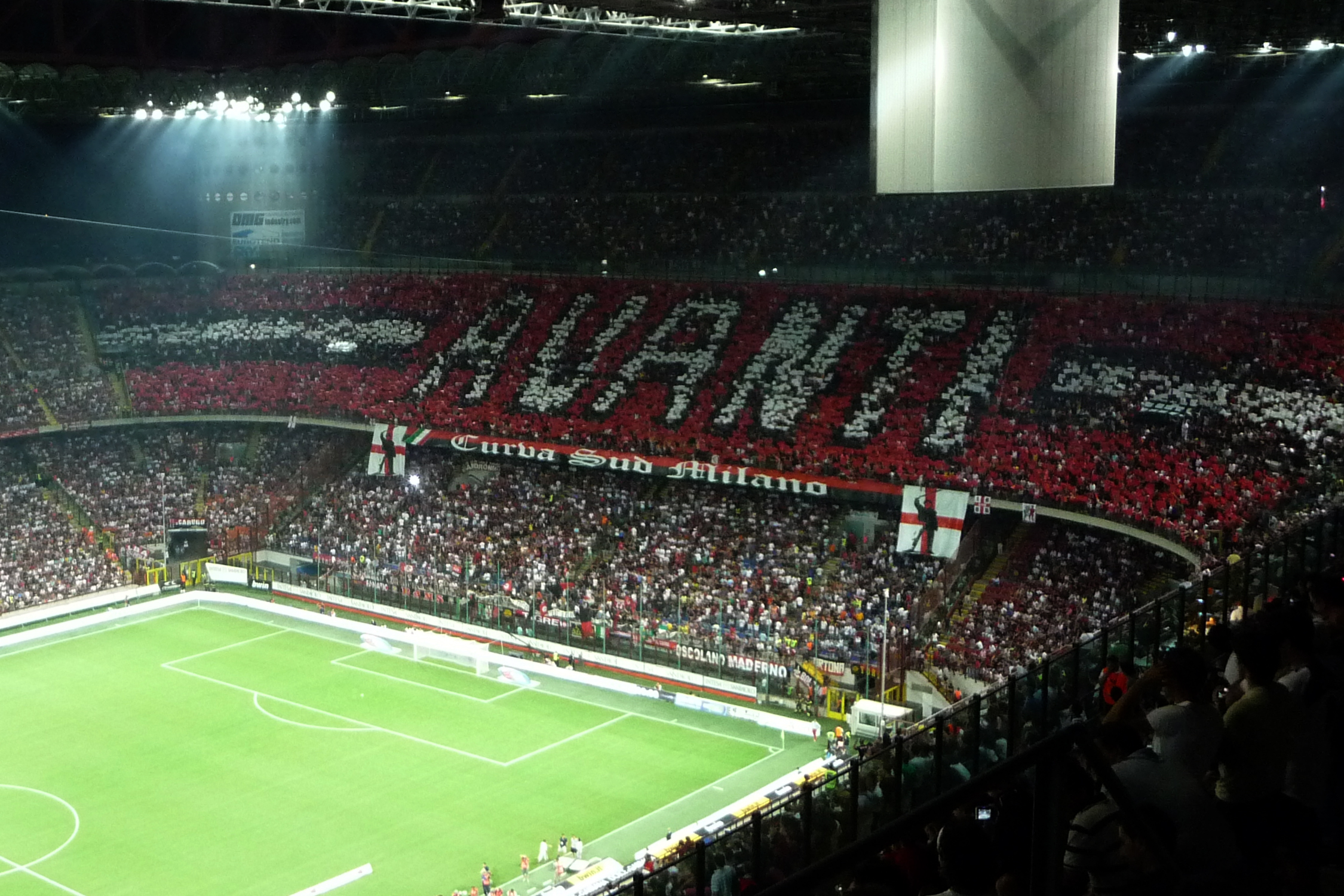
سان سيرو
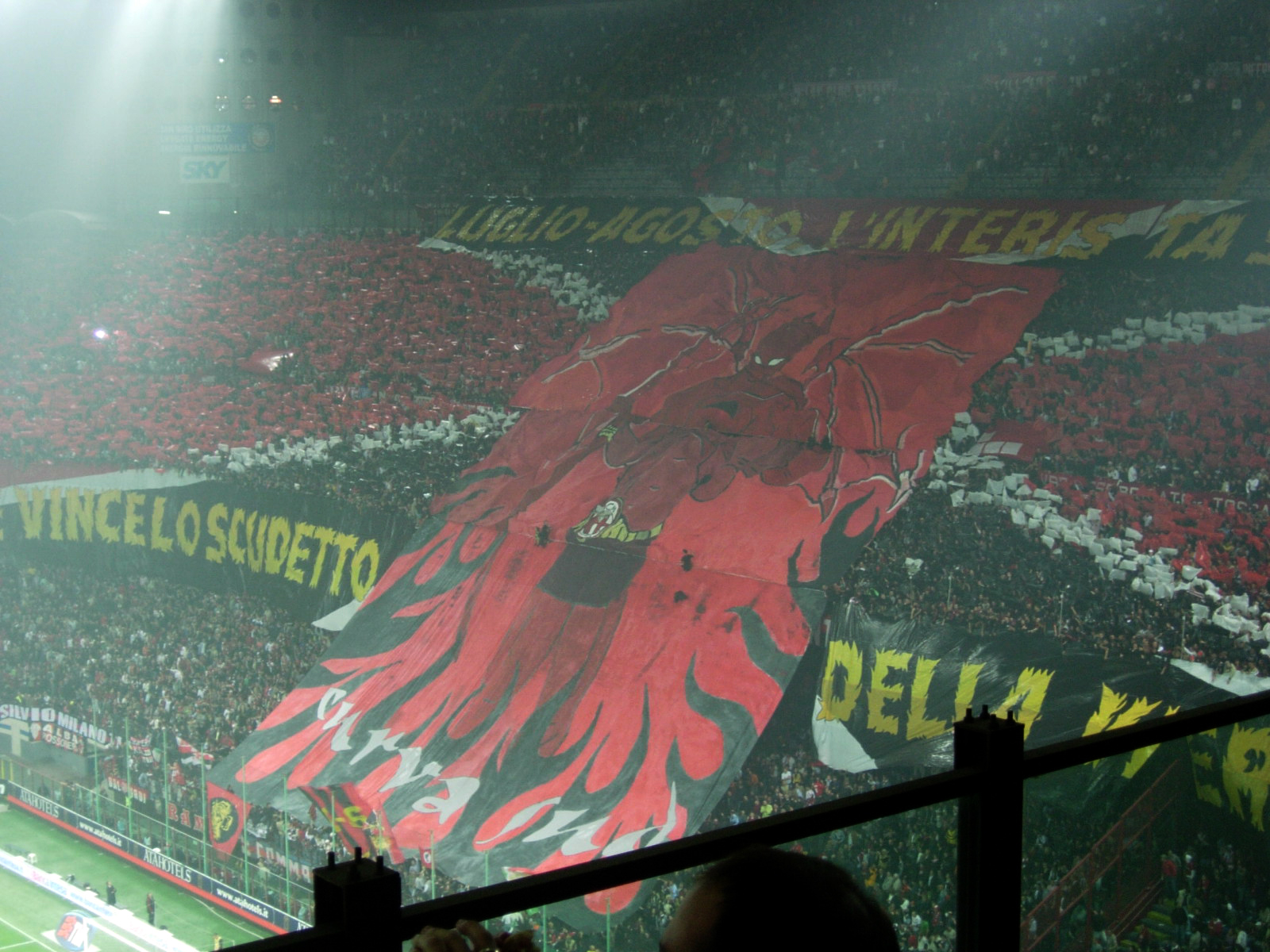
سان سيرو

## وصلات خارجية
- San Siro Website
- San Siro Museum & Tour Website
- 3d Panoramic view[وصلة مكسورة]
- AC Milan Website
- FC Internazionale Milano Website
- ACMilan.it.pn